# فرانك باريت (لاعب كرة قاعدة)
فرانك باريت (بالإنجليزية: Frank Barrett) هو لاعب كرة قاعدة أمريكي، ولد في 1 يوليو 1913 في فورت لودرديل في الولايات المتحدة، وتوفي في 6 مارس 1998 في ليسبرغ في الولايات المتحدة.

## وصلات خارجية
- فرانك باريت على موقع دوري كرة القاعدة الرئيسي (الإنجليزية)
- فرانك باريت على موقعبيزبول رفرنس.كوم (الدوري الرئيسي) (الإنجليزية)
- فرانك باريت على موقعبيزبول رفرنس.كوم (الدوري الثانوي) (الإنجليزية)
- فرانك باريت على موقع جمعية أبحاث البيسبول الأمريكية (الإنجليزية)
- فرانك باريت على موقع مشجعي الرسوم البيانية (الإنجليزية)